# Mesures usuelles
Les mesures usuelles étaient un système français de mesure introduit par Napoléon Ier en 1812 comme compromis entre le système métrique et les mesures traditionnelles. Le système a été limité à une utilisation dans l'industrie de la vente au détail et a continué à être utilisé jusqu'en 1840, lorsque les lois de mesure de 1795 et 1799 ont été réinstituées.

## Justification du nouveau système

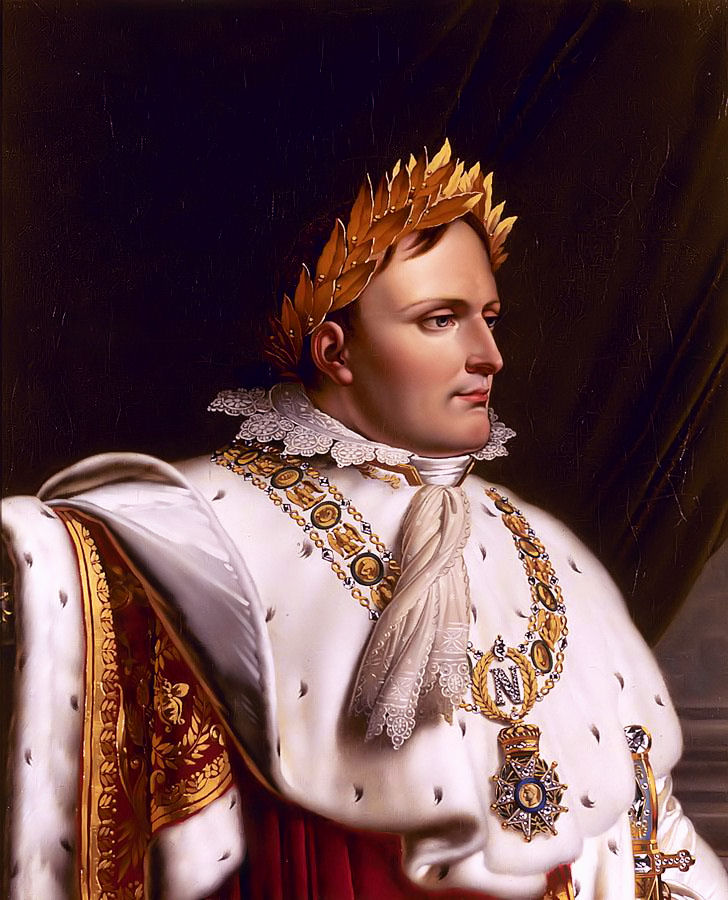
Les mesures usuelles furent introduites par Napoléon Ier en 1812.

Au cours des cinq années précédant l'introduction du système métrique par la Première République, tous les efforts ont été déployés pour sensibiliser les citoyens aux changements à venir et les y préparer. L'administration a distribué des dizaines de milliers de brochures éducatives, des entreprises privées ont produit des jeux éducatifs, des guides, des almanachs et des aides à la conversion, et des règles métriques ont été intégrées aux murs des bâtiments importants autour de Paris. L'introduction a été échelonnée par district au cours des années suivantes, Paris étant le premier district à changer. Le gouvernement s'est également rendu compte que les gens auraient besoin de règles métriques, mais il n'avait fourni que 25 000 des 500 000 règles nécessaires à Paris un mois après que le mètre est devenu la seule unité de mesure légale. Pour compenser, le gouvernement a introduit des incitations à la production de masse de règles. La police de Paris a signalé un mépris généralisé de l'obligation pour les commerçants d'utiliser uniquement le système métrique. Là où le nouveau système était utilisé, il en a été abusé, les commerçants en profitant pour arrondir les prix et donner des mesures plus petites.

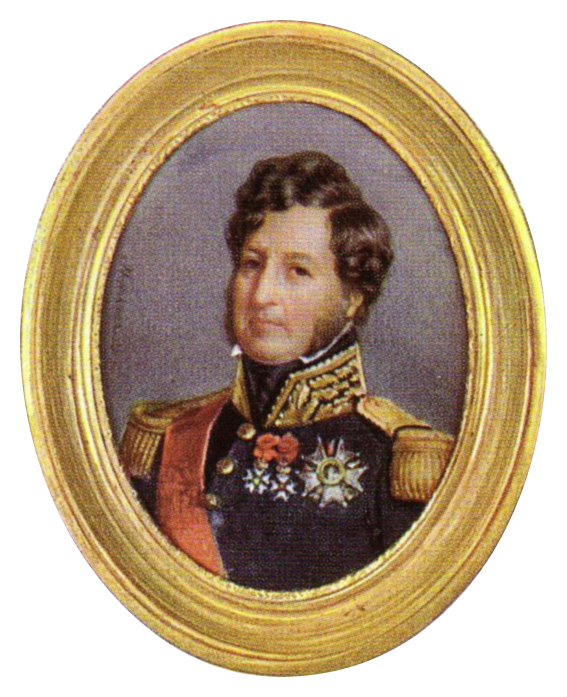
Les mesures usuelles furent abolies par Louis-Philippe en 1839.

Napoléon Ier, l'empereur des Français, n'aimait pas l'inconvénient de renoncer à la haute factorisation des mesures traditionnelles au nom de la décimalisation et reconnaissait la difficulté de la faire accepter par la population. Par le décret impérial du 12 février 1812, il introduit un nouveau système de mesure, les « mesures usuelles », à utiliser dans le petit commerce de détail. Cependant, tous les travaux gouvernementaux, juridiques et similaires devaient toujours utiliser le système métrique et ce dernier continuait d'être enseigné à tous les niveaux d'enseignement,.
Les prototypes de l'unité métrique, le kilogramme et le mètre, ont permis une standardisation immédiate des mesures sur l'ensemble du pays, remplaçant les différentes mesures légales dans différentes parties du pays et plus encore dans toute l'Europe. La nouvelle livre (connue sous le nom de livre métrique) fut définie comme valant cinq cents grammes et la nouvelle toise (toise métrique) fut définie comme valant deux mètres. Les produits pouvaient être vendus dans les magasins sous les anciens noms et avec les anciennes relations entre eux, mais avec des tailles absolues métriques et légèrement modifiées. Cette série de mesures s'appelait mesures usuelles.
Le décret de Napoléon fut finalement abrogé sous le règne de Louis-Philippe par la loi du 4 juillet 1837, qui a pris effet le 1er janvier 1840 et a rétabli le système métrique d'origine. Cela a mis fin au système des mesures usuelles, bien que la livre reste en usage informel à ce jour.

## Unités autorisées
La loi autorisait les unités de mesure suivantes :
- La toise, définie comme valant exactement deux mètres et divisée comme auparavant en 6 pieds et 72 pouces. Le pouce était divisé en 12 lignes. Le pied et le pouce, valant environ 333,3 mm et 27,78 mm, étaient environ 2,6 % plus grands que les précédentes mesures parisiennes et 9 % plus grandes que leurs homologues britanniques.
- L'aune, utilisée pour mesurer le tissu, définie comme 120 centimètres et divisée en demi-aune et tiers aune. Elle était 1,3 % plus grande que l'aune de Paris (118,48 cm) et 5,0 % plus grande que son homologue anglaise (45 pouces ; 114,3 cm)[7].

- Le litre, subdivisé en demis, quarts, huitièmes et seizièmes.
- Le boisseau, redéfini comme un huitième d'hectolitre et avec comme mesures associées le double-boisseau, le demi-boisseau et le quart-boisseau. Le boisseau d'origine variait en fonction de la denrée pour laquelle il était utilisé, ainsi que de la région où il était utilisé.
- La livre, définie comme valant 500 grammes et divisée en 16 onces, chacune divisée en 8 gros. Chaque gros étant pensé comme étant composé de 72 grains. Ainsi, la livre était de 9216 grains[8]. La livre et l'once étaient environ 10 % plus gros que leurs homologues anglais, tandis que le grain était 17 % inférieur à son homologue anglais.

Les mesures usuelles n'incluaient aucune unité de longueur supérieure à la toise, le myriamètre (10 km) restant en service pendant toute cette période.